# Faber & Faber (Vereinigtes Königreich)
Faber & Faber ist ein britischer Verlag aus London. Er hat seinen Sitz in der Great Russell Street und ist als Limited organisiert.

## Geschichte
Die Ursprünge des Verlages gehen auf die Scientific Press zurück, einen Kleinverlag, in dem unter anderem eine Zeitschrift zur Krankenpflege (The Nursing Mirror) erschien. Geschäftsanteile der Scientific Press hatten Maurice Gwyer (1878–1952) und seine Schwester Barbara Elizabeth Gwyer (1881–1974) geerbt. Maurice Gwyer sprach Geoffrey Faber an, einen Mit-Fellow am All Souls College in Oxford, und bat ihn, die Geschäftsführung des Verlages zu übernehmen. 1925 gründeten Maurice Gwyer und Geoffrey Faber daraufhin den Verlag Faber & Gwyer. Mit dem Ausscheiden von Gwyer 1929 wurde der Verlag in Faber & Faber umbenannt. Der Schriftsteller T. S. Eliot wurde als Berater des Hauses angeworben und bildete zusammen mit Richard de la Mare, Charles Stewart und Frank Morley die Verlagsleitung. Der hauseigene Typograph wurde Berthold Wolpe.
Der nachmalige Nobelpreisträger Eliot veröffentlichte hier seine Gedichte aus den 1920er Jahren und die Literaturzeitschrift The Criterion. In das Verlagsprogramm wurden auch Bücher von Jean Cocteau, Max Eastman, Geoffrey Keynes, Ezra Pound, Herbert Read, Vita Sackville-West, Siegfried Sassoon, Charles Williams und J. Dover Wilson aufgenommen. Zur Lyrik gehörten Werke von W. H. Auden, Roy Campbell, James Joyce, Wyndham Lewis, Louis MacNeice, Walter de la Mare, Marianne Moore und Stephen Spender.
Unter den Autoren der 1950er und 1960er Jahre waren u. a. William Golding, Ted Hughes, P. D. James, Philip Larkin, Robert Lowell, John Osborne, Sylvia Plath und Tom Stoppard. Die Nobelpreisträger Samuel Beckett und Harold Pinter wurden sodann Aushängeschilder des Verlages. Aber auch andere Dramatiker wie Alan Ayckbourn, Alan Bennett, und Brian Friel wurden verlegt.
Zu den zeitgenössischen Schriftstellern gehören u. a. Anna Burns, Kazuo Ishiguro und Orhan Pamuk. Andere Klassiker wurden neu aufgelegt. Der US-amerikanische Unternehmensteil wurde 1998 an das New Yorker Unternehmen Farrar, Straus and Giroux verkauft. 2008 wurde die Faber Academy für kreatives Schreiben eröffnet, an der Mike Figgis, Jeanette Winterson und andere lehrten. 2009 startete Faber Digital mit Angeboten für Apps und 2011 die Faber Factory.